# أرماندو مادونا
أرماندو مادونا (بالإيطالية: Armando Madonna)‏ هو مدرب كرة قدم ولاعب كرة قدم إيطالي، ولد في 5 يوليو 1963 في ألزانو لومباردو في إيطاليا. لعب مع أتالانتا ونادي بياتشينزا ونادي سبال ونادي لاتسيو.

## وصلات خارجية
- أرماندو مادونا على موقع قاعدة بيانات كرة القدم.إي يو (الإنجليزية)
- أرماندو مادونا على موقع Soccerway.com (الإنجليزية)
- أرماندو مادونا على موقع عالم كرة القدم.نت (الإنجليزية)